# Antonio Amorosi
Antonio Amorosi (* 1660 in Comunanza; † 5. Oktober 1738 in Rom) war ein italienischer Maler.

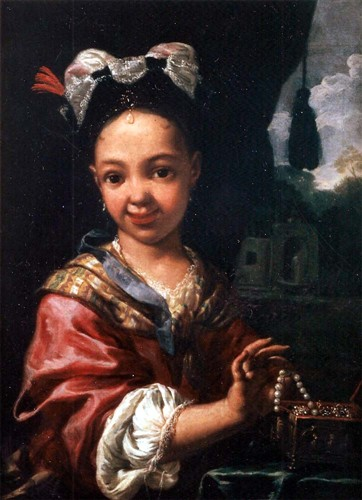
Porträt eines Mädchens, Öl auf Leinwand, cm. 42 × 31 cm

## Leben
Er wurde 1660 in Comunanza in den Marken geboren und zog 1668 mit der Absicht Priester zu werden nach Rom. Sein Interesse an der Kunst und die Bekanntschaft mit dem Maler Giuseppe Ghezzi im Jahr 1676 führten zu einer Meinungsänderung und veranlassten ihn, in dessen Werkstatt einzutreten, wo er 11 Jahre lang blieb. Um 1690 machte er sich selbständig: Sein erstes Werk, signiert und datiert 1690, ist das Porträt des Kindes Filippo Ricci, das sich heute in der Privatsammlung Weitzner in New York befindet.
Im Jahr 1699 schuf er Fresken im Palazzo Comunale von Civitavecchia mit der Darstellung des Empfangs der Stadtverwaltung durch Papst Innozenz III. und der Madonna mit dem Hl. Fermo, die 1944 zerstört wurden. 1702 malte er in der Kirche Santa Maria della Morte in Civitavecchia das Altarbild Hl. Gregor und die Seelen im Fegefeuer, eine Komposition, die der Kunst von Carlo Maratta zu verdanken ist, sowie die Hl. Anna, den Hl. Dominikus und den Hl. Johannes den Täufer.
Ab der Mitte des 17. Jahrhunderts erscheinen die ersten Bambocciati, bildliche Darstellungen mit Szenen aus dem Volksleben, die ihre Wurzeln in der Bildkultur Nordeuropas haben. Obwohl in Italien von grotesken und karikaturistischen Elementen geprägt – die Darstellung des Lebens des „gemeinen Volks“, das einer aristokratischen Klientel vorgeführt wird – sind sie ein Beweis für die Auflösung des klassischen Ideals. Es heißt, dass der Kunstgeschmack des Kreises um den spanischen Botschafter in Rom, des Herzogs von Uzenda, der selbst ein bedeutender Mäzen von Amorosi war, den Maler zur Komposition von Genreszenen anregte. In diesem Umfeld lernte Amorosi unter anderem seinen späteren Biographen und Kunsthistoriker Lione Pascoli kennen und freundete sich mit ihm an. Seine volkstümlichen Szenen blieben bis zu seinem Tod ein wesentlicher Bestandteil der künstlerischen Arbeit von Amorosi und sicherten ihm Aufträge von wohlhabenden Kunden, die zumeist der römischen Aristokratie angehörten.
Neben Genreszenen malte er auch sakrale Themen, die auf Altarbildern in Rom zu finden sind: in der Kirche San Biagio der Hl. Gregor von Nazianzen, in der Kirche Sant’Andrea della Valle eine Glorie der Putten, für die Kirche San Rocco einen heute im Palazzo Venezia aufbewahrten Hl. Franziskus von Paola aus dem Jahr 1722 und in San Bernardino ai Monti die Glorie des Hl. Bernhard, eines seiner letzten Werke.
Laut Pascoli war Amorosi auch ein geschickter Kopist von Renaissance-Künstlern und Restaurator. Sein Sohn Filippo arbeitete ebenfalls in der Werkstatt seines Vaters mit und war ein Maler von Genreszenen.

## Tendenz zum Realismus
Aufgrund der Ähnlichkeit seiner Themen wurde er mit dem dänischen Maler Bernhard Keil verwechselt, der in Italien als Monsù Bernardo bekannt ist. Für Zampetti zeigt Amorosi: „Den Fokus auf die Dinge dieser Welt, nicht notwendigerweise mit dem melancholischen Blick des nordischen Malers, aber aus diesem Grund auch nicht mit weniger Sinn für die menschliche Teilhabe von jemandem, der seit seiner schwierigen Kindheit in einem Bergdorf unter Hirten und Holzfällern mit den Schwierigkeiten des Lebens und der Bescheidenheit einer existenziellen Situation vertraut war, die sich so sehr von der unterscheidet, in der er später arbeiten sollte, wiederum inmitten objektiver wirtschaftlicher und sozialer Schwierigkeiten.“ während nach Argan Amorosi „von den Bamboccianti abstammt, vor allem von Cerquozzi, und Ding des täglichen Lebens malt ohne die geringste Vorliebe für Kostümbilder. Von den Spaniern und insbesondere von Murillo hat er gelernt, arme Kinder als besonders gottesfürchtig zu betrachten, und malt sie mit respektvollem Interesse. Er ist nicht, wie gesagt, ein Neo-Caravaggio, aber er ist der einzige Vertreter einer realistischen Poesie in Rom, und diese drückt sich, wie jede echte realistische Poesie, nicht in einer analytischen Kopie des Realen aus, sondern in der positiven Ernsthaftigkeit und Konkretheit des Diskurses, in der Abwesenheit von Geste, Bewegung, illusorischer Räumlichkeit und in der Festigkeit des Lichts, in der Dichte der Mischungen, die das Bild als das zeigen, was es ist und nicht als Schein und Fiktion. Kurz gesagt, Amorosi erreicht die neue Kultur, die Kultur der Objektivität, über den Weg der moralischen Ernsthaftigkeit“.
Und in der Tat sind die von ihm so oft dargestellten Kinder keine modern gekleideten Putten, sondern echte Kinder, die den Betrachter ernsthaft anschauen, vielleicht (Porträt von Filippo Ricci, Privatsammlung, New York) in der Sorge, die nötige Gelassenheit vor dem Maler zu bewahren, der sie porträtiert, ohne vorzugeben, etwas anderes als das Gezeigte darstellen zu wollen, ohne allegorische und metaphysische Bezüge, denn darin liegt bereits Amorosis Realität und Wahrheit. So hält ein Kind (Porträt eines Kindes mit Hund, Privatsammlung) seinen kleinen Hund mit dem Lächeln des liebevollen Stolzes, den jedes Kind unter den gleichen Umständen zeigen würde, und eine junge Näherin (Mädchen beim Nähen, Thyssen - Bornemisza, Madrid) zeigt die gleiche ernste und ermüdende Aufmerksamkeit für ihre Arbeit, die sie auch in der Realität ihres eigenen Hauses hätte.

## Werke
- Ajaccio, Musée Fesch: Porträt eines jungen Bildhauers
- Amandola, San Pietro Apostolo: Mystische Hochzeit der Hl. Katharina; Schutzengel
- Ascoli Piceno, Pinacoteca Civica: Musikgruppe; Kind mit Nagetier und Hund
- Comunanza, Ascoli Piceno, Santa Caterina d’Alessandria: Heiligen Johannes der Täufer und Juliane; Madonna von Loreto, Zusammenarbeit mit Giuseppe und Pier Leone Ghezzi
- Deruta, Pinacoteca Comunale, 15 Bambocciate
- Fermo, Pinacoteca Comunale: Abendmahl in Emmaus, Öl auf Leinwand
- Foligno, San Giacomo: Hl. Filippo Benizzi, Öl auf Leinwand
- Chatsworth, Collezione Devonshire: Junger Bauer mit Vogelnest; Junges Bauernmädchen
- Madrid, Museum Thyssen – Bornemisza, Nähendes Mädchen, 1720, Öl auf Leinwand
- München, Alte Pinakothek: Schlafendes Mädchen
- Nancy, Museum: Kleiner Flötenspieler
- Prag, Nationalgalerie: Landstreicher, Signiert und Datiert 1710
- Rom, Galleria nazionale d’arte antica: Innenansicht einer Spelunke mit Mandolaspieler
- Rom, Galleria nazionale di Palazzo Corsini, Mädchen mit Obst
- Rom, Collezione Lemme: Junge mit Korb mit Artischocken und Vögeln
- Staatsgalerie Schloss Schleißheim: Junger Mann mit Weintrauben, ca. 1725, Öl auf Leinwand
- Stockholm, Nationalmuseum: Mädchen mit Trauben; Mädchen mit Halskette, Öl auf Leinwand
- Albano (Rom), Museo Diocesano: Hl. Anna und Jungfrau Maria mit Kind (XVIII Jh.)

Weitere Werke befinden sich im Museo de Arte Cataluña in Barcelona, im Museo Civico in Bologna, im Magnin-Museum in Dijon, im Puschkin-Museum in Moskau, in Padua, Perugia, Rieti, San Francisco, Stuttgart, in privaten Sammlungen und auf dem Antiquitätenmarkt.